# السيليكتين الالتصاقي
السيليكتين الالتصاقي (بالإنجليزية: E-selectin)‏، المعروف أيضا باسم CD62 شبيه المستضد (CD62E)، أو جزيئات الكُريَّات البَيضاء البِطانِيَّة الالتصاقية 1 (ELAM-1) (بالإنجليزية: endothelial-leukocyte adhesion molecule 1 (ELAM-1))‏، أو جزيئات الخلايا البِطانِيَّة الالتصاقية 2 (LECAM2) (بالإنجليزية: leukocyte-endothelial cell adhesion molecule 2 (LECAM2))‏، هو سيليكتين خلية التصاق جزيء أعرب فقط على الخلايا البطانية التي تنشطها السيتوكينات. مثل غيره من سيليكتينز، يلعب دورًا مهمًا في الالتهاب. في البشر، يتم ترميز E-selectin بواسطة جين SELE.